# Ferenc Kemény
Ferenc Kemény (Nagybecskerek, 17 luglio 1860 – Budapest, 21 novembre 1944) è stato un dirigente sportivo e educatore ungherese.

## Biografia
Nato a Nagybecskerek, l'odierno comune serbo di Zrenjanin, da una famiglia di origine ebraica il cui nome era "Kohn", si diplomò a Budapest, spostandosi poi a Stoccarda, anche per migliorare la sua conoscenza della lingua tedesca. Nel 1883 ottenne il Lehramtsdiplom ("laurea") per la matematica e la fisica presso l'Università Loránd Eötvös. Nel 1884 si recò a Parigi per frequentare alcune lezioni al Collège de France e alla Sorbona, seguite principalmente per apprendere meglio la lingua francese. Negli ambienti studenteschi ebbe modo di incontrare Pierre de Coubertin; Kemény rimase colpito dalla filosofia pedagogica del barone parigino, che auspicava una riforma dell'istruzione basata sullo sport. Secondo fonti del Comitato Olimpico Ungherese, Kemény, oltre all'effetto educativo dell'attività sportiva, aveva ipotizzato la possibilità di utilizzare lo sport a favore del movimento pacifista, ideale al centro delle sue occupazioni, quindi durante il suo soggiorno nella capitale francese aveva appoggiato la proposta di de Coubertin di ripristinare gli antichi giochi olimpici. I due strinsero poi un'amicizia durata per tutta la vita, rimanendo in contatto anche dopo il ritorno di Kemény in Ungheria, nel 1888.
Durante il suo periodo come insegnante nelle province ungheresi, Kemény ottenne diplomi relativi alla lingua tedesca e francese. Nel 1890 assunse un incarico da docente a Eger, durante il quale venne poi nominato vicepreside. Grazie ad alcune sue pubblicazioni relative alla modernizzazione del sistema educativo, Kemény accrebbe la sua popolarità, incontrando poi le prime resistenze nei circoli aristocratici di stampo più conservatore.

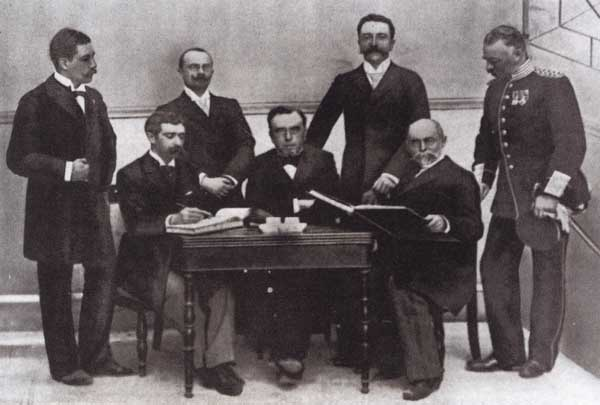
Alcuni membri del primo Comitato Olimpico Internazionale. In piedi: Gebhardt, Guth-Jarkovský, Kemény, Balck. Seduti: De Coubertin, Vikelas, Butovskij.

All'inizio del 1894, Kemény ricevette una lettera da Coubertin, che lo invitava al Congrès international de Paris pour le rétablissement des Jeux olympiques ("Congresso internazionale di Parigi per il ripristino dei Giochi olimpici"), che si sarebbe tenuto nel giugno di quello stesso anno alla Sorbona di Parigi, in quello che sarebbe divenuto poi il I congresso olimpico. Subito Kemény chiese il sostegno del Ministero dell'Istruzione e della Cultura del suo paese d'origine; la politica della monarchia austro-ungarica era però cauta nei confronti nelle iniziative e degli affari internazionali, pertanto Kemény non ricevette alcun sostegno ufficiale né alcun sostegno finanziario, tuttavia gli è stata data carta bianca per eventuali decisioni da ufficializzare. Non riuscì a spostarsi a Parigi, ciononostante de Coubertin lo nominò comunque tra i membri fondatori Comitato Olimpico Internazionale, fondato il 23 giugno 1894, ultimo giorno del congresso.
Kemény era un entusiasta sostenitore del movimento olimpico e si impegnò immediatamente nella formazione di un comitato coordinativo per gli atleti ungheresi ai primi Giochi Olimpici di Atene nel 1896. Il 19 dicembre 1895 fu istituito il Comitato Olimpico Ungherese, in cui Kemény assunse il ruolo di segretario. I suoi ideali vertevano comunque verso la ricerca della pace, considerando le Olimpiadi come un simbolo del movimento internazionale per la pace e una celebrazione della gioventù mondiale. Questo impegno nei confronti di un mondo pacifico fecero sì che divenne membro dell'Ufficio internazionale per la pace, primo segretario dell'Associazione ungherese per la pace e segretario generale del Congresso mondiale per la pace a Budapest nel 1896.
Nel corso degli anni prese parte a numerosi incontri del CIO e le sue pubblicazioni dopo i Giochi olimpici attirarono grandi attenzioni e fecero di Kemény una persona rispettata negli ambienti politici. L'attività di Kemény relativa al movimento olimpico non ottenne tuttavia un unanime plauso in tutta l'Ungheria; i circoli aristocratici in particolare non consideravano Kemény il rappresentante appropriato per il paese magiaro nel CIO a causa del suo background borghese. Nel 1907 si dimise dal Comitato Olimpico Ungherese. Per il suo impegno a favore della pace, venne candidato da Francesco Giuseppe I d'Austria per il Premio Nobel per la pace nel 1908, nel 1913 e 1914. Kemény in seguito si dedicò esclusivamente agli studi educativi; nel 1934 fu condirettore dell'Enciclopedia della pedagogia. Durante la seconda guerra mondiale, Kemény fu vittima della sua discendenza ebraica e sfuggì alla minaccia di espulsione suicidandosi con la moglie nella cantina del suo appartamento nel 1944.